# Abraham-Louis Bréguet
Abraham-Louis Bréguet (ur. 10 stycznia 1747 w Neuchâtel, zm. 17 września 1823 w Paryżu) – szwajcarski zegarmistrz.
Urodzony w Neuchâtel, spędził większość swojej kariery we Francji. Autor wielu innowacji w branży zegarmistrzowskiej, m.in. pierwszego zegarka z automatycznym naciągiem, mechanizmu tourbillon czy tzw. włosa breguetowskiego. Założyciel marki Breguet, jednej z najstarszych manufaktur przetrwałych do czasów współczesnych. Za życia był uważany za czołowego zegarmistrza swoich czasów i zbudował klientelę, która obejmowała wiele czołowych osobistości publicznych i członków europejskiej szlachty.